# Lüsekamp und Boschbeek
Das Naturschutzgebiet Lüsekamp und Boschbeek liegt auf dem Gebiet der Gemeinde Niederkrüchten im Kreis Viersen in Nordrhein-Westfalen. 
Das etwa 254,85 Hektar große Gebiet, das im Jahr 1979 unter Naturschutz gestellt wurde, erstreckt sich südwestlich von Elmpt, einem Ortsteil der Gemeinde Niederkrüchten, direkt an der am westlichen und südlichen Rand des Gebietes verlaufenden Staatsgrenze zu den Niederlanden. Nördlich verläuft die Bundesautobahn 52.
Das Naturschutzgebiet ist Teil des EU-Vogelschutzgebiets „Schwalm-Nette-Platte mit Grenzwald und Meinweg“.